# 戦闘機軍団

戦闘機軍団に所属する戦闘機スーパーマリン スピットファイア (No. 131 Squadron)

戦闘機軍団（せんとうきぐんだん、英：RAF Fighter Command）とは、戦闘機、爆撃機、沿岸哨戒機の3種の異なる航空兵力をそれぞれ専門的に指揮統制するため第二次世界大戦直前に設けられた部隊編成であり、イギリス空軍の三本柱の一つである。

## 歴史
1926年5月20日、訓練軍団 (Training Command) に戦闘機軍団の前身である数個戦闘機中隊から成る一戦闘機群が創設された。同年6月1日、イギリス防空部隊 (Air Defence of Great Britain) に移管、1932年、軍団 (Command) レベルに格上げされ、1936年5月1日、イギリス空軍戦闘機軍団 (RAF Fighter Command) と改名された。
1940年夏にはドイツ空軍の猛攻撃に耐え、イギリス上空の制空権を堅持し、ドイツ軍のイギリス本土上陸作戦延期、そして実質上の中止に追い込んだ（→バトル・オブ・ブリテン）。
1968年、爆撃機軍団と統合され、打撃軍団 となるまで存続した。

## 英語の Fighter Command の Command とは
RAF Fighter Command は「戦闘機軍団」という訳語がよく使われているが、英語の Command とは、政府に対して責任を有する、例えば当時の首相ウィンストン・チャーチルにも物申すことのできる国軍の指導的立場にあり、単独で決裁する権限を有する高位の軍人が指揮する部隊を指す。

## イギリス全土の防空を任務とする戦闘機軍団の構成
司令官空軍大将ヒュー・ダウディング卿 (Hugh Dowding) はロンドン郊外のスタンモア (Stanmore) のベントリー修道院 (RAF Bently Priory) に司令部を置き、イギリス各地に展開する約50個の戦闘機中隊（以下中隊と略する）を指揮、バトル・オブ・ブリテンを勝ち抜いた。
1. 第10戦闘機群 (No.10 Group)： イングランド南西部
2. 第11戦闘機群 (No.11 Group)： ロンドンを含むイングランド南東部
3. 第12戦闘機群 (No.12 Group)： 工業都市バーミンガム・マンチェスターのあるイングランド中部
4. 第13戦闘機群 (No.13 Group)： スコットランドなどイングランド北部
5. 第60レーダー監視群 (No.60 Group)

戦闘機中隊の総数は、ハリケーンが31個中隊、スピットファイアは20個中隊、ブレンハイムは6個中隊、デファイアントは2個中隊、グラジエータは半中隊の合計59.5個中隊であった（1940年9月7日現在）。各中隊の配備機数は12機が基本であった。
この他、阻塞気球部隊、高射砲部隊も戦闘機軍団司令ヒュー・ダウディング空軍大将の運用に任されていた。
- 戦闘機軍団司令ダウディング大将
- 第10飛行群司令クインティン・ブランド（英語版）少将
- 第11飛行群司令キース・パーク（英語版）少将

## ロンドンを救った第11戦闘機群
ロンドンをドイツ空軍から護ったのがアックスブリッジ (Uxbridge) に戦闘指揮所を設けるキース・パーク (Keith Park) 空軍少将率いる第11戦闘機群である。ロンドン周辺空域を7個のセクターに分け、各セクター毎に配置された中隊は担当セクターから敵機を排除することを任務とした。第11戦闘機群は以下の中隊から構成される。
A セクター
1. 第43中隊（ハリケーン）タングミアー基地
2. 第601ロンドン州中隊（ハリケーン）タングミアー基地
3. 第602グラスゴー市中隊（スピットファイア）ウエスト・ハンプネット基地

B セクター
1. 第66中隊（スピットファイア）ケンリー基地
2. 第253中隊（ハリケーン）ケンリー基地
3. 第72中隊（スピットファイア）クロイドン基地
4. 第111中隊（ハリケーン）クロイドン基地

C セクター
1. 第79中隊（スピットファイア）ビギン・ヒル基地
2. 第501グロースター州中隊（ハリケーン）グレイヴゼンド基地

D セクター
1. 第222中隊（スピットファイア）ホーンチャーチ基地
2. 第603エジンバラ市中隊（スピットファイア）ホーンチャーチ基地
3. 第600ロンドン市中隊（ブレンハイム）ホーンチャーチ基地
4. 第41中隊（スピットファイア）ロッチフォード基地

E セクター
1. 第249中隊（ハリケーン）ノース・ウイールド基地
2. 第46中隊（ハリケーン）ステープルフォード・アボッツ基地

F セクター
1. 第17中隊（ハリケーン）デブデン基地
2. 第257中隊（ハリケーン）マートルシャムおよびノース・ウイールド基地
3. 第25中隊（ブレンハイム）ノース・ウイールド基地
4. 第73中隊（ハリケーン）キャッスル・キャンプス基地

Z セクター
1. カナダ第1中隊（ハリケーン）ノーソールト基地
2. ポーランド第303中隊（ハリケーン）ノーソールト基地
3. 第504ノッティンガム州中隊（ハリケーン）グレイブゼンド基地
4. 第1中隊（ハリケーン）ヒースロー基地

## 戦闘機パイロットの養成と補充
レン・デイトンは著書で次のように記述している。
また、同書の中である予備空軍パイロットの言として次のように述べている。
1940年当時の戦闘機パイロットには3種類の出身母体があった。
- 正規の空軍士官
- 予備パイロット：1926年来、存在する地方自治体が費用負担する予備空軍（州兵のようなもの）出身者を指し、第11戦闘機群のなかで地名を冠する中隊がそれに該当する。
- 義勇パイロット:1936年に定められた志願制度で軍籍にいない18歳から25歳までの成年男子に民間飛行学校の施設・器材を利用して航空機操縦技術を授けるもので、費用は空軍が負担した。

イギリス空軍一のエースパイロットであるジェームス・エドガー・ジョンソン (James E. Johnson) 大佐は、義勇パイロットの一人であったことを著書に次のように記している。
この他、外国人助っ人部隊として、第11戦闘機群には「カナダ第1中隊」がいた。これはカナダの正規空軍の第一中隊そのものであり、「ポーランド第303中隊」とは亡命ポーランド人航空兵から編成された戦闘機中隊である。イギリス空軍戦闘機軍団は消耗品であるパイロットをこのようにあらゆる方法をもって養成し、補充した。